# Kinnarodden

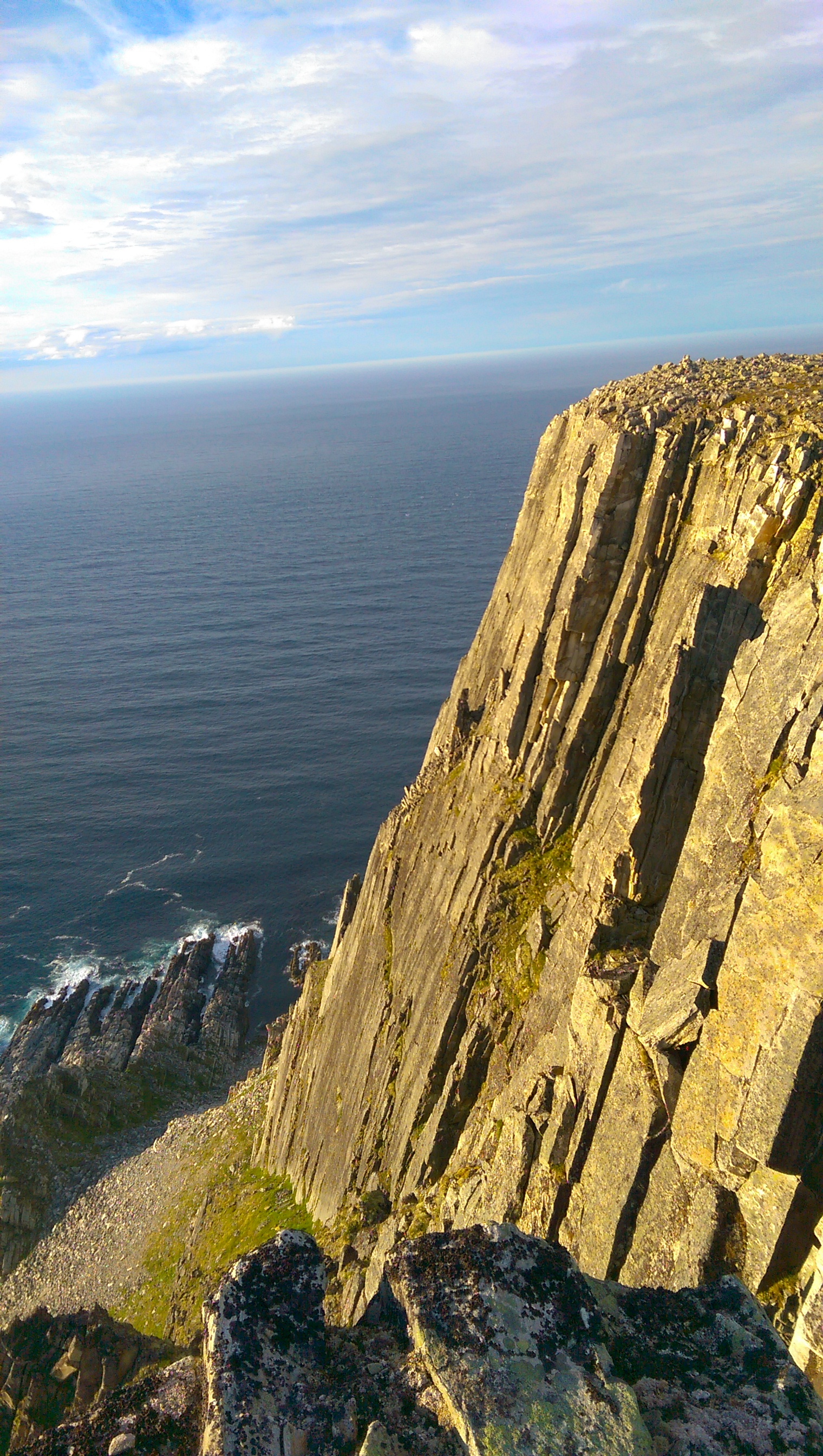
Abbruchkante am Kinnarodden

Kinnarodden (nordsamisch: Gidnegeahči) ist eine Felsspitze auf der Nordkinnhalbinsel in der norwegischen Provinz Finnmark. Sie liegt auf der Grenze zwischen den Kommunen Lebesby und Gamvik und stellt den nördlichsten Punkt des europäischen Festlandes dar (71° 7′ 58,8″ N). Knivskjellodden ist der nördlichste Punkt Europas (71° 11' 08" N), liegt aber auf der dem Festland vorgelagerten Insel Magerøya.
Der Abstand nach Lindesnes, dem südlichsten Punkt des norwegischen Festlandes, beträgt 1752 Kilometer.

## Erreichbarkeit
Um Kinnarodden zu erreichen, muss eine ca. 24 km lange Wanderung unternommen werden, die für Hin- und Rückweg zwei volle Tage in Anspruch nimmt. Der Weg beginnt am Flughafen Mehamn und ist mit Steinmännchen markiert. Diese liegen teilweise nicht direkt auf dem Wanderweg, sind jedoch auch bei leichtem Nebel gut von diesem aus einsehbar. Die Strecke führt großteils über weite, unwegsame Geröllfelder. Bis Herbst 2001 lagen auf dem Weg zum Kinnarodden zwei alte Wracks von Junkers Ju 88-Flugzeugen, die im Zweiten Weltkrieg in die Schlacht um das Schlachtschiff Scharnhorst involviert waren.

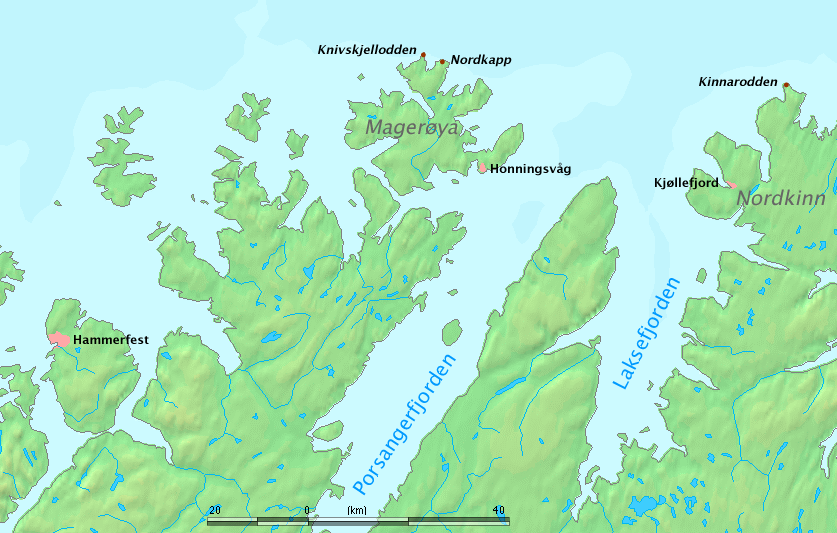
Karte
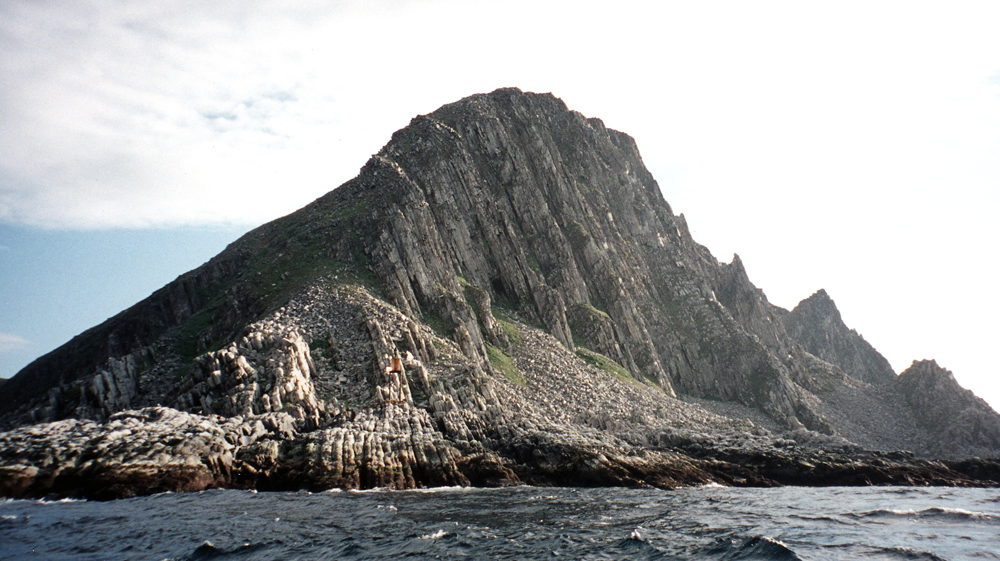
Kinnarodden von der Seeseite
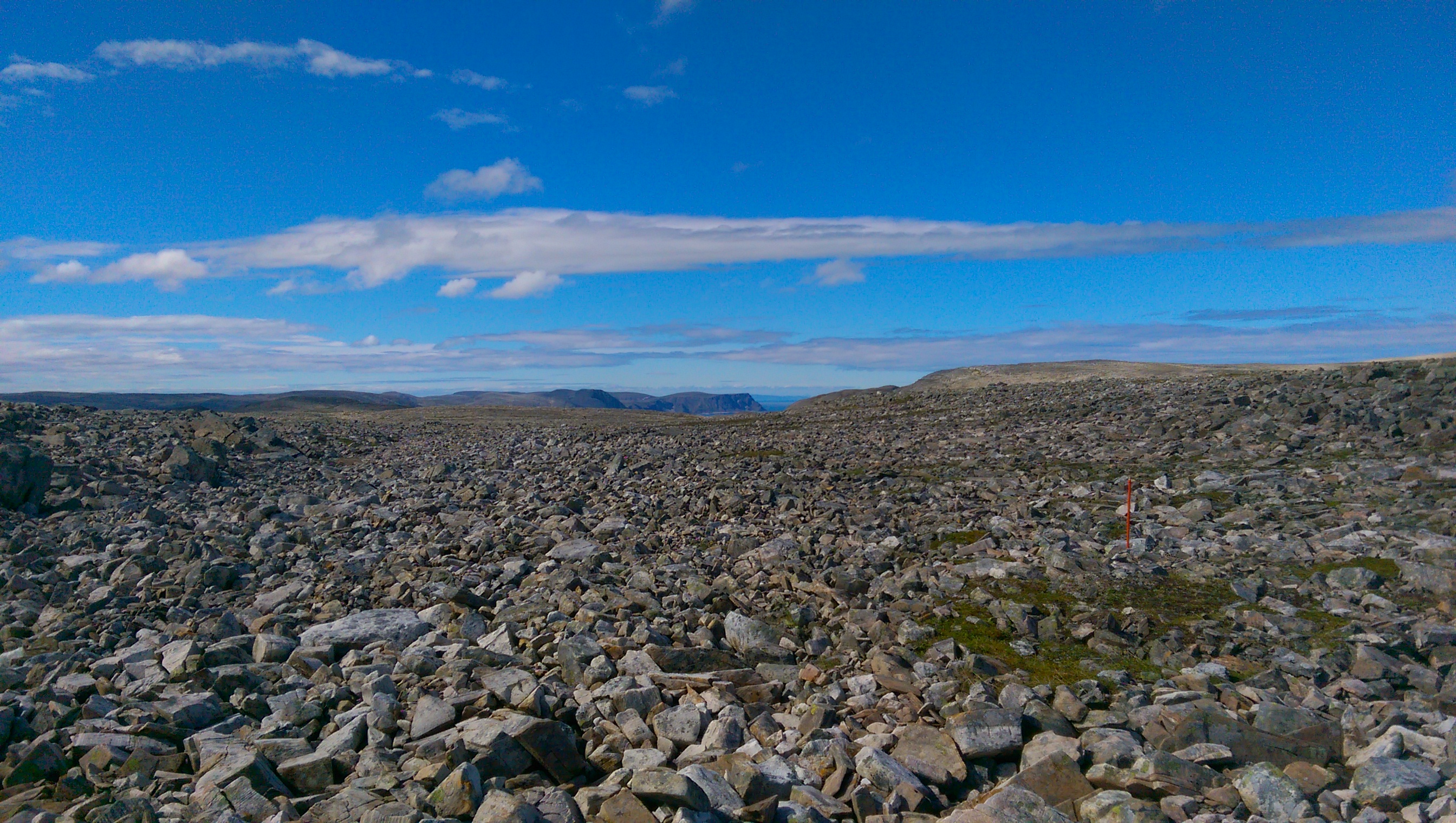
Typische Landschaft zwischen Mehamn und Kinnarodden